# Мінт (стан)
Мінт (від англ. mint condition — «у стані монетного двору») — термін, що використовується для позначення предметів, які перебувають в ідеальному або майже ідеальному стані. Часто застосовується у колекціонуванні (монет, зброї, іграшок, книг, коміксів, вінілових платівок, відеоігор, автомобілів, марок, листівок тощо) для опису об'єктів, які збереглися так, наче щойно були виготовлені й не використовувались.
Спочатку цей вираз стосувався нумізматики та описував стан монет. Оскільки англійською мовою монетний двір — це «mint», то «mint condition» буквально означає стан, у якому монета залишає монетний двір.

## Застосування терміна
Першопочатково термін вживався в нумізматиці та означав, що монета перебуває в тому ж стані, в якому залишила монетний двір, без слідів зношення або обігу.
Згодом вираз поширився й на інші галузі колекціонування. У сучасній практиці, залежно від предмету колекціонування, розрізняють кілька рівнів «mint»-стану, зокрема:
- Mint — ідеальний стан, як з магазину.
- Mint Luster — матовий або атласний блиск монет, що не перебували в обігу[4].
- Near Mint (NM) — майже ідеальний, із мінімальними слідами зберігання.
- Mint in Box (MIB) — у ідеальному стані, в оригінальній коробці.
- Mint on Card (MOC) — для предметів, прикріплених до оригінальної підкладки.

Предмет у стані «mint»:
- не використовувався за призначенням;
- не має зовнішніх пошкоджень (подряпин, потертостей);
- зберігає оригінальне пакування (в ідеалі — нерозпаковане).

## Значення для колекціонерів
Стан предмета безпосередньо впливає на його вартість. Об'єкти у стані «mint» можуть коштувати у кілька разів дорожче за аналогічні, але зі слідами зносу.